# うるま市立伊波中学校
うるま市立伊波中学校（うるましりつ いはちゅうがっこう）は、沖縄県うるま市にある市立中学校。

## 通学区域
伊波区、嘉手苅区、山城区、前原区、東恩納区、美原区

## 著名な出身者
- タイシンガーブランドン大河 - 西武ライオンズ